# Dinamită

Cartuș de dinamită: A-Amestec de diatomit și nitroglicerină;B-Înveliș de protecție;C-Capsă detonantă;D-Fitil de amorsare

Dinamita este un exploziv detonant alcătuit din nitroglicerină ca substanță explozivă principală și dintr-un adaos care o fixează sau o leagă pe aceasta.

## Istoric
Cuvântul dinamită provine din grecescul dynamis, care înseamna „putere”, „forță”. Explozivul a fost produs pentru prima oară în localitatea Krümmel de lângă Hamburg în anul 1867 de către chimistul și cercetătorul suedez Alfred Nobel, fiind patentat în octombrie 1867. La descoperirea dinamitei, Nobel nu s-a gândit că aceasta va fi utilizată și în scopuri militare.

## Descriere
Dinamita constă din trei componente: 
- nitroglicerină - aceasta este de fapt substanța care provoacă explozia,
- diatomit sau kieselgur - un oxid de siliciu poros alcătuit din scoicile diatomeelor;
- un stabilizator chimic în cantități mici - carbonat de sodiu.

Amestecul este făcut cu scopul reducerii explozibilității extreme a nitroglicerinei pure, care poate exploda la cel mai mic impact.
Dinamita se prezintă sub formă de pastă omogenă de culoare galben-roșcată.

## Utilizare
Descoperirea lui Nobel demonstrează că dinamita depășește cu mult puterea de explozie a prafului de pușcă. Dinamita este mai ușor de transportat decât nitroglicerina pură. Are o putere de explozie considerabilă, ceea ce a determinat utilizarea ei în industria minieră, la construirea drumurilor și tunelelor prin munți etc. Există foarte multe rețete de dinamită pentru diferite aplicații, de diferite puteri în funcție de concentrația de nitroglicerină. 
În România, se fabrică dinamita RA (rezistentă la apă) conform STAS 11261-83. Aceasta se livrează sub formă de cartușe formate din pastă ambalată în hârtie parafinată sau în tuburi din material plastic. Dinamita RA este obținută dintr-un amestec de nitroglicerină gelatinizată și nitroceluloză cu adaos de substanță hidrofugă.
În ultimele decenii, dinamita a fost înlocuită cu nitratul de amoniu care este mai ieftin de produs și are o siguranță mai mare la manipulare, având aceeași putere de explozie ca și dinamita.